# Joanna Kusiak
Joanna Kusiak (ur. 1985 w Kłodzku) – polska socjolożka i aktywistka ruchów miejskich.

## Życiorys
Jest absolwentką I Liceum Ogólnokształcącego im. Mikołaja Kopernika w Łodzi. Studiowała filozofię i socjologię w ramach Międzywydziałowych Indywidualnych Studiów Humanistycznych Uniwersytetu Warszawskiego. W 2008 roku uzyskała magisterium z socjologii. W 2016 roku obroniła doktorat na Technische Universität Darmstadt.
W latach 2009−2012 szefowa działu miejskiego „Kultury Liberalnej”.
Stypendystka kilku programów naukowych m.in. Fulbrighta, DAAD, Fundacji Kościuszkowskiej. Wykładowczyni i badaczka na Uniwersytecie Wiedeńskim, New York Univeristy, Uniwersytecie Kalifornijskim w Berkeley, Akademii Sztuk Pięknych w Warszawie, Uniwersytecie Humboldtów w Berlinie, od 2018 roku na University of Cambridge.
Jest członkinią redakcji istniejącego od 1977 roku czasopisma „The International Journal of Urban and Regional Research”.

## Działalność społeczna
Związana z zapoczątkowanym w Berlinie ruchem społecznym Deutsche Wohnen & Co. enteignen, stawiającym sobie za cel m.in. wywłaszczenia spółek czerpiących zyski z zarządzania setkami mieszkań kosztem mieszkańców, głównie dużych miast. Ruch doprowadził m.in. do zakończonego sukcesem miejskiego referendum w Berlinie dotyczącego uspołecznienia mieszkań (26 września 2021 roku), a to zagadnienie stało się tematem dyskusji w mediach ogólnokrajowych w Niemczech oraz za granicą. 
W 2014 roku była rzeczniczką Kongresu Ruchów Miejskich.

## Książki
- Chasing Warsaw Socio-Material Dynamics of Urban Change since 1990, Frankfurt nad Menem: Campus Verlag, 2012, ISBN 978-35-93397-78-8 (redakcja, wraz z Moniką Grubbauer)[12]
- Miasto zdrój. Architektura i programowanie zmysłów, Warszawa: Fundacja Nowej Kultury Bęc Zmiana, 2013, ISBN 978-83-62418-27-5 (redakcja, wraz z Bogną Świątkowską)
- Chaos Warszawa. Porządki przestrzenne polskiego kapitalizmu, Warszawa: Fundacja Nowej Kultury Bęc Zmiana, 2017, ISBN 978-83-62418-95-4
- Radically Legal. Berlin Constitutes the Future, Cambridge University Press, Cambridge 2024 ISBN 978-1-009-51693-8

## Nagrody
- Nagroda Nine Dots Prize (2023)[1];
- Fieldwork grant of King’s College (2019)[13];
- Nagroda za najlepszy artykuł naukowy „The International Journal of Urban and Regional Research”, za 2019 rok[14];
- Dwukrotna laureatka w programie „START” Fundacji na rzecz Nauki Polskiej (2013, 2014), w kategorii „studia miejskie”[15][16].
- Srebrny medal na Międzynarodowej Olimpiadzie Filozoficznej (Seul, 2004)[13].